# Durval Ferreira
Durval Ferreira (Rio de Janeiro, 26 de janeiro de 1935 — Rio de Janeiro, 17 de junho de 2007) foi um compositor, violonista, guitarrista, arranjador e produtor musical brasileiro.
Durval compôs clássicos da bossa nova, como Estamos Aí e Tristeza de Nós Dois. 
Como músico, acompanhou a cantora Leny Andrade. Em 1962 acompanhou o saxofonista estadunidense Cannonball Adderley e tocou com Sérgio Mendes no concerto do Carnegie Hall. Além disso, fez parte do conjunto de Ed Lincoln.
Nos últimos trinta anos de vida, Durval Ferreira dedicava-se à produção de discos comerciais. Como produtor, lançou os cantores Emílio Santiago, Joanna e Sandra de Sá. Apesar da longa carreira, só em 2004 ele gravou seu único disco solo, Batida Diferente.
Suas músicas foram gravadas por Wes Montgomery, Sarah Vaughan, Herbie Mann, Claudette Soares e Leny Andrade, entre outros.
Morreu vítima de câncer.
Ele era pai da cantora e produtora Amanda Bravo, responsável pela revitalização do Beco das Garrafas, berço da Bossa Nova em Copacabana.